# Efecto McGurk
El efecto McGurk es un fenómeno perceptivo que demuestra una interacción entre la audición y la visión en la percepción del habla. La ilusión se produce cuando el componente auditivo de un sonido está emparejado con el componente visual de otro sonido (movimiento de los labios), dando lugar a la percepción de un tercer sonido. La información visual que una persona recibe de ver una persona hablar, cambia la forma en que escuchan el sonido. Si una persona está recibiendo la información auditiva de baja calidad, pero recibe buena calidad de la información visual, puede ser más propensa a experimentar el efecto McGurk. Las capacidades de integración de información visual y de audio también pueden influir en si una persona va a experimentar el efecto. Las personas que son mejores en la integración sensorial han demostrado ser más susceptibles al efecto. Muchas se ven afectadas de manera diferente por el efecto McGurk basado en muchos factores, incluyendo daño cerebral y otros trastornos.

## Historia
Fue descrito por primera vez en 1976 en un artículo de Harry McGurk y John MacDonald, titulado "Escuchar los labios y ver las voces" en Nature (23 de diciembre de 1976). Este efecto se descubrió por accidente cuando McGurk y su asistente de investigación, MacDonald, le pidieron a un técnico que grabara un video con un fonema diferente del que hablaba mientras conducía un estudio sobre cómo los bebés perciben el lenguaje en diferentes etapas de desarrollo. Cuando se reprodujo el video, ambos investigadores escucharon un tercer fonema en lugar del que se habló o articuló en el video.
Este efecto se puede experimentar cuando un video de la producción de un fonema se dobla con una grabación de sonido de un fonema diferente que se está hablando. A menudo, el fonema percibido es un tercer fonema intermedio. Como ejemplo, las sílabas / ba-ba / se hablan sobre los movimientos de los labios de / ga-ga /, y la percepción es de / da-da /. McGurk y MacDonald creyeron originalmente que esto se debía a las propiedades fonéticas y visuales comunes de / b / y /g/. Se han observado dos tipos de ilusión en respuesta a estímulos audiovisuales incongruentes: fusiones (auditivo 'ba' y 'ga' productos visual 'da') y combinaciones (auditivo 'ga' y 'BGA' productos visual 'ba'). Este es el esfuerzo del cerebro para proporcionar a la conciencia su mejor conjetura sobre la información entrante..> La información procedente de los ojos y los oídos es contradictorio, y en este caso, los ojos (información visual) han tenido un mayor efecto sobre el cerebro y por lo tanto se han creado las respuestas de fusión y de combinación.
La visión es el sentido primario para los humanos,, pero la percepción del habla es multimodal, lo que significa que involucra información de más de una modalidad sensorial, en particular, audición y visión. El efecto McGurk surge durante el procesamiento fonético debido a que la integración de la información de audio y visual ocurre temprano en la percepción del habla. El efecto McGurk es muy robusto; es decir, el conocimiento sobre esto parece tener poco efecto en la percepción que uno tiene de él. Esto es diferente de ciertas ilusiones ópticas, que se descomponen una vez que uno "ve a través" de ellas. Algunas personas, incluidas aquellas que han estado investigando el fenómeno durante más de veinte años, experimentan el efecto incluso cuando son conscientes de que está ocurriendo. Con la excepción de las personas que pueden identificar la mayor parte de lo que se dice solo con la lectura del habla, la mayoría de las personas tienen una capacidad bastante limitada para identificar el habla a partir de señales solo visuales. Un fenómeno más extenso es la capacidad del habla visual para aumentar la inteligibilidad del habla escuchada en un ambiente ruidoso. El habla visible también puede alterar la percepción de sonidos del habla perfectamente audibles cuando los estímulos visuales del habla no coinciden con el habla auditiva. Normalmente, se piensa que la percepción del habla es un proceso auditivo; sin embargo, nuestro uso de la información es inmediato, automático y, en gran medida, inconsciente y, por lo tanto, a pesar de lo que se acepta ampliamente como verdadero, el habla es No solo algo que escuchamos. El habla es percibida por todos los sentidos trabajando juntos (ver, tocar y escuchar el movimiento de una cara). El cerebro a menudo no es consciente de las contribuciones sensoriales separadas de lo que percibe. Por lo tanto, cuando se trata de reconocer el habla, el cerebro no puede diferenciar si está viendo o escuchando la información entrante.
También se ha examinado en relación con el testimonio de testigos. El estudio de Wareham y Wright en 2005 mostró que la información visual inconsistente puede cambiar la percepción de las expresiones habladas, lo que sugiere que el efecto McGurk puede tener muchas influencias en la percepción diaria. No se limita a las sílabas, el efecto puede ocurrir en palabras completas y tienen un efecto sobre las interacciones diarias que las personas no son conscientes de. La investigación en esta área puede proporcionar información no solo sobre cuestiones teóricas, sino que también puede proporcionar relevancia terapéutica y diagnóstica para aquellas personas con trastornos relacionados con la integración auditiva y visual de las señales del habla.

## Factores Internos

### Daño
Ambos hemisferios del cerebro contribuyen al efecto McGurk. Trabajan juntos para integrar la información del habla que se recibe a través de los sentidos auditivo y visual. Es más probable que ocurra una respuesta de McGurk en individuos diestros para quienes el rostro tiene acceso privilegiado al hemisferio derecho y palabras al hemisferio izquierdo. En las personas que han tenido callosotomías, el efecto McGurk todavía está presente pero es significativamente más lento. En las personas con lesiones en el hemisferio izquierdo del cerebro, las características visuales a menudo desempeñan un papel fundamental en la terapia del habla y del lenguaje. Las personas con lesiones en el hemisferio izquierdo del cerebro muestran un efecto McGurk mayor que los controles normales. La información visual influye fuertemente en la percepción del habla en estas personas. Hay una falta de susceptibilidad a la ilusión de McGurk si el daño en el hemisferio izquierdo resultara en un déficit para la percepción visual del habla segmentaría. En las personas con daño en el hemisferio derecho, se muestra una deficiencia en las tareas de integración visual y audiovisual, aunque aún son capaces de integrar la información para producir un efecto McGurk. La integración solo aparece si se utilizan estímulos visuales para mejorar el rendimiento cuando la señal auditiva está empobrecida pero es audible. Por lo tanto, existe un efecto de McGurk en personas con daño en el hemisferio derecho del cerebro, pero el efecto no es tan fuerte como un grupo normal.

### Dislexia
Los individuos disléxicos exhiben un efecto McGurk más pequeño que los lectores normales de la misma edad cronológica, pero mostraron el mismo efecto que los lectores de nivel de lectura de la misma edad.. Los disléxicos diferían particularmente para las respuestas de combinación, no las respuestas de fusión. El efecto McGurk más pequeño puede deberse a las dificultades que tienen los disléxicos para percibir y producir grupos de consonantes.

### Deterioro específico del lenguaje
Los niños con deterioro del lenguaje específico muestran un efecto McGurk significativamente menor que el niño promedio. Usan menos información visual en la percepción del habla, o tienen una atención reducida a los gestos articulatorios, pero no tienen problemas para percibir señales solamente auditivas.

### Desórdenes del espectro autista
Los niños con trastornos del espectro autista (TEA) mostraron un efecto McGurk significativamente menor que los niños sin este trastorno. Sin embargo, si el estímulo no era humano (por ejemplo, hacer rebotar una pelota de tenis con el sonido de una pelota de playa que rebota), obtuvieron una puntuación similar a la de los niños sin TEA. Los niños más pequeños con TEA muestran un efecto McGurk muy reducido; Sin embargo, esto disminuye con la edad. A medida que los individuos crecen, el efecto que muestran se acerca más a los que no tenían TEA. Se ha sugerido que el efecto de McGurk debilitado que se observa en las personas con TEA se debe a deficiencias en la identificación de los componentes auditivos y visuales del habla en lugar de en la integración de dichos componentes.

### Discapacidades en el aprendizaje de idiomas
Los adultos con discapacidades de aprendizaje de idiomas muestran un efecto McGurk mucho más pequeño que otros adultos. Estas personas no están tan influenciadas por la información visual como la mayoría de las personas. Por lo tanto, las personas con habilidades lingüísticas deficientes producirán un efecto McGurk más pequeño. Una razón para el menor efecto en esta población es que puede haber actividad desacoplada entre las regiones anterior y posterior del cerebro o los hemisferios izquierdo y derecho.

### Enfermedad del Alzheimer
En los pacientes con enfermedad de Alzheimer (EA), se observa un efecto de McGurk menos que en los normales. A menudo, un tamaño reducido del cuerpo calloso produce un proceso de desconexión del hemisferio. Se observa menos influencia sobre el estímulo visual en pacientes con AD, lo cual es una razón para la disminución del efecto McGurk.

### Esquizofrenia
El efecto McGurk no es tan pronunciado en individuos esquizofrénicos como en individuos normales. Sin embargo, no es significativamente diferente en adultos. La esquizofrenia ralentiza el desarrollo de la integración audiovisual y no le permite alcanzar su punto máximo de desarrollo. Sin embargo, no se observa degradación. Los esquizofrénicos tienen más probabilidades de depender de señales auditivas que de señales visuales en la percepción del habla.

### Afasia
Las personas con afasia muestran una percepción deficiente del habla en todas las condiciones (visual, auditiva y audiovisual) y, por lo tanto, mostraron un pequeño efecto McGurk. La mayor dificultad para los afásicos está en la condición solo visual que muestra que usan más estímulos auditivos en la percepción del habla.